# لوشتینیتسه
لوشتینیتسه (به چکی: Luštěnice) یک منطقهٔ مسکونی در جمهوری چک است که در ناحیه ملادا بولسلاو واقع شده‌است. لوشتینیتسه ۱۴٫۷۸ کیلومتر مربع مساحت و ۲٬۰۸۸ نفر جمعیت دارد و ۲۰۹ متر بالاتر از سطح دریا واقع شده‌است.